# Spieler
Spieler è un film del 1990 diretto da Dominik Graf.